# Années 1240
Les années 1240 couvrent la période de 1240 à 1249.

## Évènements

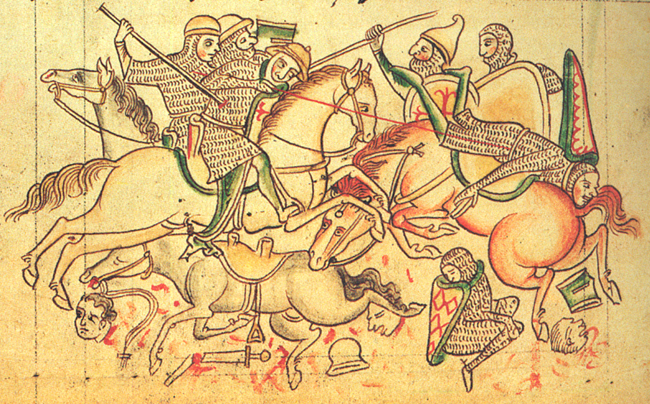
Septième croisade : prise de Damiette en 1249

- Vers 1240 : création de l'Empire du Mali après la prise de Koumbi Saleh[1].
- Vers 1240–1250 : luttes entre Guelfes et Gibelins en Italie. Arrivée au pouvoir du popolo dans la plupart des villes italiennes. C'est une organisation complexe, possédant ses milices (militias), ses anciens, ou prieur et un capitaine du peuple[2].
- 1240 : destruction de Kiev par les Mongols. Les principautés russes deviennent les vassales et tributaires de la Horde d'or[3].
- 1240-1242 : les Mongols envahissent l'Europe centrale[3].
- 1242 : la défaite des Teutoniques à la bataille du lac Peïpous arrête l'expansion germanique vers l'Est[4].
- 1243 : les Mongols soumettent le sultanat de Roum après la bataille de Köse Dağ[5].
- 1243-1244 : le siège de Montségur[6] met fin à la Croisade des Albigeois
- 1244 : perte de Jérusalem par les Chrétiens et bataille de Forbie (1244). Le concile de Lyon (1245) appelle à la Septième croisade (1248-1254) qui prend Damiette en 1249[7].
- 1245-1247 : voyage du franciscain Jean de Plan Carpin en Asie centrale, envoyé par le pape pour tenter de convertir les Mongols. Il est rejoint à  Breslau par le frère Benoît pour lui servir d'interprète[8].
- 1246-1249 : prise de Jaén (1246), Séville (1248) et de Faro (1249). La Reconquista est presque achevée[9].
- 1244-1256 : querelle dynastique entre Flandre et Hainaut, des Dampierre et des d'Avesnes, arbitrée par le roi de France (1246 et 1256)[10].

## Personnages significatifs
- Albert le Grand - Alexandre Nevski - Al-Musta'sim - Alphonse III de Portugal - Roger Bacon - Batu - Baïdju - Béla IV de Hongrie - Blanche de Castille - Boleslas V le Pudique - Bonaventure de Bagnorea - Charles d'Anjou - Ferdinand III de Castille - Frédéric II du Saint-Empire - Güyük - Håkon IV de Norvège - Henri III d'Angleterre - Innocent IV - Jacques Ier d'Aragon - Louis IX de France - Malik al-Salih Ayyoub - Mindaugas - Ottokar II de Bohême - Raymond VII de Toulouse - Sakya Pandita - Soundiata Keïta - Töregene - Venceslas Ier de Bohême